# Biskupi Ávili
Biskupi Ávili – lista biskupów diecezjalnych i pomocniczych hiszpańskiej diecezji Ávila.

## Biskupi diecezjalni
- Pedro Sánchez Zarraquines (1121–1130)
- Íñigo (1133–1142)
- Sancho (1161–1181)
- Domingo Suárez OFM (1263–1271)
- Fernando Rodríguez (1290–1292)
- Sancho Blázquez Dávila (1337–1353)
- Gonzalo de la Torre (1355–1359)
- Alfonso de Vargas [I] (1359–1370)
- Alfonso de Vargas [II] (1371–1372)
- Diego de los Roeles (1378–1394)
- Alfonso de Egea (1395–1403)
- Juan Ramírez de Guzmán (1403–1424)
- Diego Gómez de Fuensalida (1424–1436)
- Lope Barrientos OP (1441–1445)
- Alfonso Tostado de Madrigal (1445–1455)
- Martin Fernandi de Bilches (1456–1468)
- Alfonso de Fonseca (1469–1485)
- Hernando de Talavera OSH (1485–1493)
- Francisco Sánchez de la Fuente (1493–1496)
- Alfonso Carrillo de Albornoz (1496–1514)
- Francisco Ruiz OFM (1514–1528)
- Rodrigo Sánchez Mercado (1530–1548)
- Diego Alava Esquivel (1548–1558)
- Diego de los Cobos Molina (1559–1560)
- Alvaro Hurtado de Mendoza y Sarmiento (1560–1577)
- Sancho Busto de Villegas (1578–1581)
- Pedro Fernández Temiño (1581–1590)
- Jerónimo Manrique de Lara (1591–1595)
- Juan Velázquez de las Cuevas OP (1596–1598)
- Lorenzo Asensio Otaduy Avendaño (1599–1611)
- Juan Alvarez de Caldas (1612–1615)
- Francisco González Zárate (de Gamarra) (1616–1626)
- Francisco Márquez Gaceta (1627–1631)
- Pedro Cifuentes Loarte (1632–1636)
- Diego Arce Reinoso (1638–1640)
- Juan Vélez de Valdivielso (1641–1645)
- José de Argáiz Pérez (1645–1654)
- Bernardo Atayde de Lima Perera (1654–1656)
- Martín de Bonilla Granada (1656–1662)
- Francisco de Rojas-Borja y Artés (1663–1673)
- Juan Asensio Barrios OdeM (1673–1682)
- Diego Ventura Fernández de Angulo OFM (1683–1700)
- Gregorio Solórzano Castillo (1700–1703)
- Baltasar de la Peña Avilés (1703–1705)
- Julián Cano y Tevar OCarm. (1714–1719)
- José del Yermo Santibáñez (1720–1728)
- Pedro Ayala OP (1728–1738)
- Narciso Queralt (1738–1743)
- Pedro González García (1743–1758)
- Romualdo Velarde y Cienfuegos (1758–1766)
- Miguel Fernando Merino (1766–1781)
- Antonio Sentmanat y Castellá (1783–1784)
- Julián Gascueña Herráiz OFMDisc (1784–1796)
- Francisco Javier Cabrera Velasco (1797–1799)
- Rafael de Múzquiz y Aldunate (1799–1801)
- Manuel Gómez de Salazar (1802–1815)
- Rodrigo Antonio de Orellana OPraem (1818–1822)
- Ramón María Adurriaga Uribe (1824–1841)
- Manuel López Santisteban (1847–1852)
- Gregorio Sánchez y Jiménez OSH (1852–1854)
- Juan Alfonso Albuquerque Berión (1854–1857)
- Fernando Blanco y Lorenzo (1857–1875)
- Pedro José Sánchez Carrascosa y Carrión (1875–1882)
- Cyriak Maria Sancha y Hervás (1882–1886)
- Ramón Fernández Piérola y Lopez de Luzuriaca (1887–1889)
- Juan Muñoz y Herrera (1890–1895)
- José María Blanco Barón (1895–1897)
- Joaquín Beltrán y Asensio (1898–1917)
- Enrique Pla y Deniel (1918–1935)
- Santos Moro Briz (1935–1968)
- Maximino Romero de Lema (1968–1973)
- Felipe Fernández García (1986–1991)
- Antonio Cañizares Llovera (1992–1996)
- Adolfo González Montes (1997–2002)
- Jesús García Burillo (2003–2018)
- José María Gil Tamayo (2018–2022)
- Jesús Rico García (od 2023)

## Biskup pomocniczy
- Alfonso Aguayo OSB (1672–1680)